# سيرو صيني
السيرو الصيني أو الساروية الصينية أو سيرو مينلاند (الاسم العلمي: Capricornis milneedwardsii) حيوان ثديي وهو أحد أنواع السيرو الستة. متوطن في الصين وجنوب شرق آسيا. وهو من الأنواع المهددة بالانقراض